# مارتون لورنتز
مارتون لورنتز (بالمجرية: Lorentz Márton)‏ هو لاعب كرة قدم مجري في مركز الدفاع، ولد في 1 فبراير 1995 في بودابست في المجر. شارك مع منتخب المجر تحت 17 سنة لكرة القدم ومنتخب المجر تحت 19 سنة لكرة القدم. أما مع النوادي، فقد لعب مع نادي مول فيهيرفار.

## وصلات خارجية
- مارتون لورنتز على موقع قاعدة بيانات كرة القدم.إي يو (الإنجليزية)
- مارتون لورنتز على موقع Soccerway.com (الإنجليزية)